# Datu Piang
Datu Piang (Filipino: Bayan ng Datu Piang) ist eine philippinische Stadtgemeinde in der Provinz Maguindanao del Sur, Verwaltungsregion Autonomous Region in Muslim Mindanao. Sie hat 25.600 Einwohner (Zensus 1. August 2015), die in 16 Barangays lebten. Sie wird als Gemeinde der zweiten Einkommensklasse auf den Philippinen und als teilweise urbanisiert eingestuft.  
Datu Piang liegt im Zentralen Mindanao Basin, in den Ligawasan Flusslandschaften, ungefähr 23 km nordöstlich von Shariff Aguak entfernt und ist über den Marhalika Highway erreichbar. Ihre Nachbargemeinden sind Datu Saudi-Ampatuan im Süden, Guindulungan im Südwesten, Talitay im  Westen, Kabuntalan im Nordwesten, Midsayap im Nordosten. 

## Geschichte
Im 15. bis 19. Jahrhundert war hier das Zentrum des Sultanat von Buayans.

## Baranggays
| - Ambadao - Balanakan - Balong - Buayan - Dado - Damabalas - Duaminanga - Kalipapa | - Kanguan - Liong - Longanan - Magaslong - Masigay - Montay - Poblacion - Reina Regente |

## Weblink
- Informationen der Philippine Statistics Authority über Datu Piang